# St. Laurentius (Lembeck)

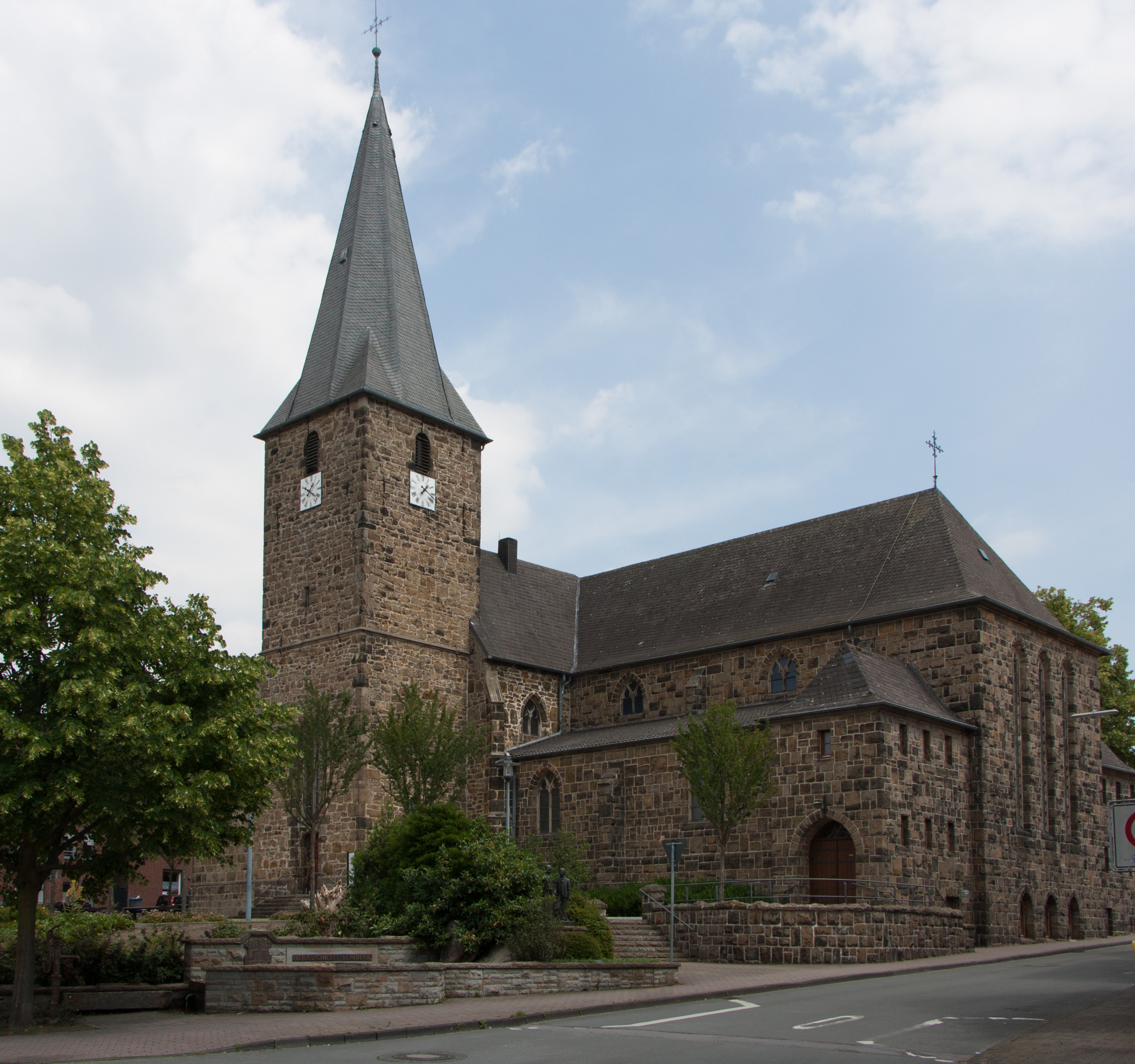
St. Laurentius (Lembeck)

Die römisch-katholische, denkmalgeschützte Pfarrkirche St. Laurentius steht in Lembeck, einem Gemeindeteil der Stadt Dorsten im Kreis Recklinghausen von Nordrhein-Westfalen. Die Kirche gehört zum Dekanat Dorsten des Bistums Münster.

## Beschreibung
Die genordete Kreuzbasilika aus Bruchsteinen wurde 1936/37 nach einem Entwurf von Bernhard Pöter gebaut. Der Vorgängerbau aus dem 15. Jahrhundert, eine Hallenkirche aus zwei Kirchenschiffen von drei Jochen, einem Chor aus einem Joch und Fünfachtelschluss und einem Kirchturm im Westen, wurde als Querschiff integriert. Im obersten Geschoss des mit einem achtseitigen, schiefergedeckten Knickhelm bedeckten Kirchturms hängt eine 1463 gegossene Glocke. 
Der Innenraum ist mit einem Kreuzrippengewölbe überspannt. Der größte Teil der Kirchenausstattung war bereits im Vorgängerbau vorhanden. Im Süden des Mittelschiffs steht auf einer Empore die Orgel mit 28 Registern auf drei Manualen und Pedal, die 1957 von den Gebrüdern Rohlfing gebaut wurde.